# Intervención militar en el Kurdistán iraquí de 2017
La intervención militar en el Kurdistán iraquí de 2017 fue la campaña iniciada el 15 de octubre por el gobierno federal de la República de Irak hacia la región autónoma del Kurdistán iraquí, como consecuencia de la realización del referéndum de independencia celebrado el 25 de septiembre del mismo año y patrocinado por el Gobierno Regional del Kurdistán, dicho referéndum es considerado «ilegal» por el gobierno federal de Irak. El conflicto es considerado una nueva etapa de la guerra civil iraquí y de la crisis de Oriente Medio, posterior al decaimiento protagónico del Estado Islámico de Irak y el Levante y sus aliados yihadistas.
La campaña inicio con la recuperación de territorios ocupados por las fuerzas kurdas, las cuales el gobierno federal habían perdido tras su derrota en la campaña de expansión del Estado Islámico en 2014, las fuerzas kurdas incorporaron de facto dichas regiones en su administración y eso originó una disputa en un principio pacíficas —especialmente en Kirkuk— sobre cual gobierno era el verdadero dueño de las materias primas de los territorios disputados.
El avance gubernamental iraquí se vio beneficiado por la inacción de las fuerzas armadas de Estados Unidos, que se encontraban estacionadas en el Kurdistán iraquí, esto se debió a que tanto las fuerzas gubernamentales como las kurdas son aliados naturales de la Coalición Internacional por lo tal hubiera sido incoherente ponerse en apoyo bélico de alguno de los dos, el mismo gobierno estadounidense tacho la intervención de «asunto interno iraquí», además, según especialistas las fuerzas estadounidenses están más ocupadas en su participación en apoyo de la rebelión kurda en plena guerra civil de Siria, por lo cual no le beneficiaría abrir otro frente de guerra en territorio iraquí.
El 27 de octubre de 2017 las partes enfrentada llegaron a un acuerdo de sentar las bases para un temprano diálogo y evitar el recrudecimiento de la intervención, a pesar de estos denominados «Acuerdos de dos Estados» algunas facciones kurdas junto a tropas paramilitares del gobierno e incluso algunas facciones del mismo ejército tuvieron roces y escaramuzas posteriores al acordado fin de la intervención.